# Paul Ruegger

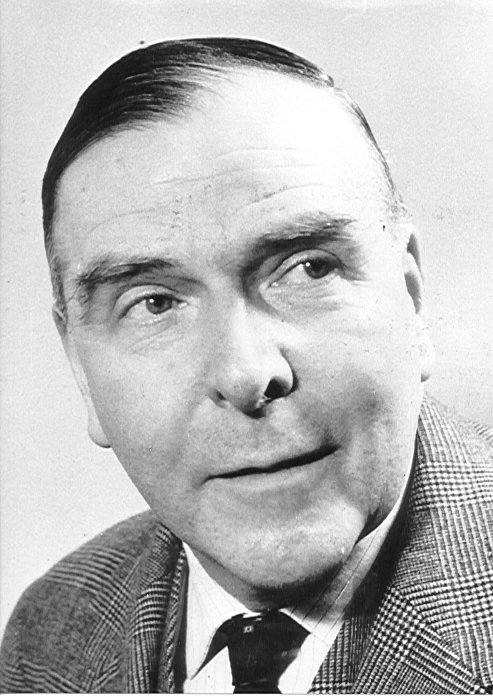
Paul Ruegger

Paul Ruegger (* 14. August 1897 in Luzern; † 9. August 1988 in Florenz)  war ein Schweizer Jurist und Diplomat. Nach mehreren diplomatischen Posten unter anderem in Italien während der faschistischen Diktatur Mussolinis war er von 1948 bis 1955 Präsident des Internationalen Komitees vom Roten Kreuz (IKRK). In seinen späteren Jahren machte er sich mit seinem Engagement unter anderem in der UNO im humanitären Recht verdient.

## Leben
Paul Ruegger wurde im schweizerischen Luzern geboren, verbrachte seine ersten Schuljahre aber im damaligen österreich-ungarischen Slowenien gemeinsam mit den Kindern des Fürsten von Windisch-Grätz. Rueggers Vater Dr. Julius Ruegger-Dresen arbeitete dort als Hauslehrer. Der Vater wechselte anschliessend als Mathematiklehrer und Rektor an die Kantonsschule Luzern, an der Paul Ruegger 1914 die Maturität ablegte. Danach begann er ein Studium der Jurisprudenz in Lausanne, das er nach einem Aufenthalt in München mit der Dissertation in Zürich zum Thema Privatrechtliche Begriffe im Völkerrecht abschloss.
Seine berufliche Karriere begann Ruegger 1918 im Völkerbundsbüro des Eidgenössischen Politischen Departements (EPD), in dem er es bis zu seiner Kündigung 1925 zum ersten Legationssekretär brachte. Im Nebenamt unterrichtete er von 1922 bis 1924 an der Universität Genf Völkerrecht. In den Jahren von 1926 bis 1928 wirkte er am Ständigen Internationalen Gerichtshof in Den Haag als Stellvertreter des Registrars Åke Hammarskjöld. Nach seiner Rückkehr ins EPD arbeitete er unter anderem in diplomatischen Posten in Bern, Paris und Rom. In Rom war er Legationsrat. Ab Juni 1940 – Italiens Eintritt in den Zweiten Weltkrieg – war er zusätzlich für die Vertretung der Interessen von 20 kriegsführenden Staaten gegenüber Italien verantwortlich. Bald schon hatte er Differenzen mit dem italienischen Aussenminister Galeazzo Ciano und mit Benito Mussolini selbst. Er wurde zur persona non grata erklärt und 1942 von seinem Posten abgelöst. 1944 wurde er zum Botschafter in London ernannt und hatte unter anderem die Aufgabe, die diplomatischen Beziehungen mit Russland wiederherzustellen. Bei der Auflösung des Völkerbundes 1945/46 war er Mitglied der Schweizer Delegation und gleichzeitig in der Verhandlungsdelegation, die mit der UNO den Verbleib und die Überführung wichtiger internationaler Organisationen nach Genf verhandelte. Ab 1948 war er zudem in der Funktion als Völkerrechtler in den UNO-Gremien des Internationalen Gerichtshofs und des Ständigen Schiedshofs in Den Haag tätig.
Nach seiner Tätigkeit als Präsident des IKRK leitete Ruegger mehrere Vermittlungsaktionen, zum Beispiel mit einem Mandat des UNO-Generalsekretärs Sithu U Thant während der Kubakrise. 1955 wurde er ins Bureau International du Travail (BIT) in Genf berufen. Ab 1958 war er Mitglied in der juristischen Expertenkommission für die Anwendung der Arbeitsrechtskonventionen. Er engagierte sich vermehrt in humanitärrechtlichen Themen, beispielsweise in der Union de Secours Internationale (U.S.I.) und beim Nansen-Medaille-Komitee. Des Weiteren leitete er in den 1950er- und 1960er-Jahren mehrere Schweizer Delegationen an internationalen Rechtskonferenzen, die unter Führung der UNO versuchten, internationales Recht festzuschreiben.
Ruegger war zweimal verheiratet. In erster Ehe heiratete er 1932 die italienische Adlige Isabella Salzar (* 1898; † 1969).

## IKRK-Präsidentschaft
Bereits von März 1943 bis Mai 1944 arbeitete Ruegger für den damaligen IKRK-Präsidenten Max Huber und wurde dafür auf eigenen Wunsch vorübergehend von seiner Tätigkeit im diplomatischen Dienst entbunden. Am 10. Februar 1948 übernahm er das Präsidentenamt im IKRK. In seine Amtszeit fielen das Inkrafttreten der heute gültigen Fassung der Genfer Konventionen im Jahr 1949 und eine Revision der Statuten des Internationalen Roten Kreuzes. Umfangreiche Reisen führten ihn unter anderem 1948 in die USA, 1950 in die Sowjetunion und 1951 nach China.
Am 1. September 1955 wurde er von Léopold Boissier als Präsident des IKRK abgelöst. Er blieb auch nach seinem Rückzug aus diesem Amt Mitglied des IKRK bis zu seinem Tod 1988.

## Werke
- Paul Ruegger: Die Staatsangehörigkeit der juristischen Personen – die völkerrechtlichen Grundlagen (= Druckschrift, Schweizerische Vereinigung für Internationales Recht, Band 10: Weltkriegssammlung) Orell Füssli, Zürich 1918, DNB 365058203.